# コロザル郡
コロザル郡(英語:Corozal District)は、ベリーズ最北の郡。
2016年の人口は4万6472人で、国内4位。
郡都はコロザル町。
スペイン語の発音からコロサルとも表記する。
産業はサトウキビなど。
マヤ文明のサンタ・リタ遺跡がある。

## 人口
- 1980年5月12日：2万2902人
- 1991年5月12日：2万8464人
- 2000年5月12日：3万3846人
- 2010年5月12日：4万1061人
- 2016年7月1日：4万6472人

## 隣接郡
- 西～北：キンタナ・ロー州
- 東：カリブ海
- 南：ベリーズ郡
- 南西：オレンジウォーク郡

## 行政区画
カルカッタ、チャンチェン、チュノーシュ、ココス、コンセホ、コパー・バンク、コロサリート、リベルタッド、リトルベリーズ、 ルイスヴィル、パライソ、パチャカン、シャイベ、プログレッソ、ブエナ・ビスタ、プエブロ・ヌエボ、ランチート、サンホアキン、サンナルシーソ、サンタクララ、サンロマン、サンヴィクトル、サルテネハ、シップスタン。

## 民族構成
多民族地帯。メスティーソ、マヤ人、黒人、アングロサクソンなど。近年中国（香港など）からの移民が多い。言語はベリーズの公用語である英語のほか、スペイン語、マヤ語、クレオール語、中国語などが使用される。